# Reallexikon der Vorgeschichte
Das Reallexikon der Vorgeschichte ist ein „unter Mitwirkung zahlreicher Fachgelehrter“ von Max Ebert (1879–1929) herausgegebenes Nachschlagewerk zur Vor- und Frühgeschichte.

## Geschichte und Beschreibung
Das Reallexikon der Vorgeschichte ist in Berlin im Verlag Walter de Gruyter in den Jahren von 1924 bis 1932 erschienen. Es umfasst 15 Bände mit insgesamt ca. 6.500 Seiten und zahlreichen (ca. 2.000) Tafeln. Band 4 ist in zwei Hälften als Doppelband erschienen. Band 15 beinhaltet das Register. Das alphabetisch aufgebaute Werk ist thematisch weit gefasst und gilt als Standardwerk seines Faches.

## Bibliographische Angaben
- Band 1: Aal – Beschneidung. De Gruyter, Berlin 1924, DNB 367694166 (Digitalisat).
- Band 2: Beschwörung – Dynastie. De Gruyter, Berlin 1925, DNB 367694174 (Digitalisat).
- Band 3: Ebenalphöhle – Franken. De Gruyter, Berlin 1925, DNB 367694212 (Digitalisat).
- Band 4, Erste Hälfte: Frankreich – Gezer. De Gruyter, Berlin 1926, DNB 367694204 (Digitalisat).
- Band 4, Zweite Hälfte: Ghirla – Gynokratie. De Gruyter, Berlin 1926, DNB 367694190 (Digitalisat).
- Band 5: Haag – Hyksos. De Gruyter, Berlin 1926, DNB 367694182 (Digitalisat).
- Band 6: Iberer – Kleidung. De Gruyter, Berlin 1926, DNB 367694220 (Digitalisat).
- Band 7: Kleinasien – Malta. De Gruyter, Berlin 1926, DNB 367694271 (Digitalisat).
- Band 8: Maltaja – Noppenring. De Gruyter, Berlin 1927, DNB 367694263 (Digitalisat).
- Band 9: Norddeutschland – Oxusschatz. De Gruyter, Berlin 1927, DNB 367694255 (Digitalisat).
- Band 10: Pacht – Pyrenäenhalbinsel. De Gruyter, Berlin 1927/28, DNB 367694247 (Digitalisat).
- Band 11: Quadesch – Seddin. De Gruyter, Berlin 1927/28, DNB 367694239 (Digitalisat).
- Band 12: Seedorfer Typus – Südliches Afrika. De Gruyter, Berlin 1928, DNB 36769428X (Digitalisat).
- Band 13: Südbaltikum – Tyrus. De Gruyter, Berlin 1929, DNB 367694298 (Digitalisat).
- Band 14: Uckermarck – Zyprische Schleifennadel. De Gruyter, Berlin 1929, DNB 367694301 (Digitalisat).
- Band 15: Register. Mit einem Nachruf auf Max Ebert. De Gruyter, Berlin 1932, DNB 36769431X (Digitalisat).